# Aethopyga
Aethopyga là một chi chim thuộc họ Hút mật (Nectariniidae). Các thành viên thuộc chi này có thể được tìm thấy ở Nam Á, Đông Nam Á và phía Nam Trung Hoa. Nhiều loài trong số đó, tỉ như hút mật mũ xám, hút mật cánh kim, hút mật đẹp, hút mật núi Apo, và hút mật Lina là loài bản địa ở Philippines.

## Các loài
Chi này bao hàm các loài sau:
- Aethopyga belli: Hút mật đẹp
- Aethopyga boltoni: Hút mật núi Apo
- Aethopyga christinae: Hút mật đuôi nhọn hay hút mật đuôi chẻ[1]
- Aethopyga duyvenbodei: Hút mật thanh lịch
- Aethopyga eximia: Hút mật hông trắng
- Aethopyga flagrans: Hút mật lửa
- Aethopyga gouldiae: Hút mật họng vàng hay hút mật Gould[1]
- Aethopyga ignicauda: Hút mật đuôi lửa
- Aethopyga linaraborae: Hút mật Lina
- Aethopyga mystacalis: Hút mật đỏ tươi
- Aethopyga nipalensis: Hút mật Nepal hay hút mật đuôi lục[1]
- Aethopyga primigenia: Hút mật mũ xám
- Aethopyga pulcherrima: Hút mật cánh kim
- Aethopyga saturata: Hút mật ngực đỏ hay hút mật họng đen[1]
- Aethopyga shelleyi: Hút mật dễ thương
- Aethopyga siparaja: Hút mật đỏ hay hút mật đỏ thắm[1]
- Aethopyga temminckii - đôi khi gộp trong A. mystacalis: Hút mật Temminck
- Aethopyga vigorsii - đôi khi gộp trong A. siparaja: Hút mật đỏ thắm miền tây